# Erateina amazonia
Erateina amazonia là một loài bướm đêm trong họ Geometridae.